# ريك براندنبيرغ
ريك براندنبيرغ (بالإنجليزية: Rick Brandenburg)‏ هو عالم حشرات أمريكي، ولد في 4 أبريل 1955.